# Джеф Никълс
Джеф Николс (на английски: Geoff Nicholls) е английски музикант, най-известен като член на групата „Блек Сабат“. В различни периоди свири на клавишни инструменти, бас китара и ритъм китара в групата. През 70-те години и отново от 2011 до 2017 г. е член на група „Кварц“.

## Биография
Роден е на 29 февруари 1944 г. в Бирмингам. Свирил е на китара в групите The Boll Weevils, The Seed, Johnny Neal and the Starliners, а между 1968 и 1969 г. е органист в World of Oz. През 1974 г. се присъединява към група „Кварц“ и участва в записите на едноименния албум, издаден през 1977 г. Продуцент е китаристът на „Блек Сабат“ Тони Айоми и двете групи правят общо турне.
През 1979 г. Никълс е поканен да се присъедини към „Блек Сабат“ като басист. След като оригиналният бас китарист Гийзър Бътлър се завръща, Никълс свири ритъм китара. Скоро обаче се прехвърля като клавирист със статута на неофициален член. Участва във всички албуми на групата в периода без Ози Озбърн – от Heaven and Hell (1980) до Forbidden (1995). През 1986 г., след записването на планирания като солов албум на Тони Айоми Seventh Star, Никълс става официален член на групата. През 1988 г. закратко отново е басист на групата, като в този период съставът често се променя.
През 1997 г. остава като студиен музикант в „Блек Сабат“ при събирането на оригиналния състав на групата. Свири до 2004 г., когато е заменен от Адам Уейкман. Участва и в записите на самостоятелните албуми на Тони Мартин Back Where I Belong (1992) и Scream (2004).
Умира на 28 януари 2017 г. от рак на белия дроб.